# In Vain
Gli In Vain sono una Avant-garde metal band norvegese formata da Johnar Haaland e Andread Frigstad nel 2003.

## Storia del gruppo

### Gli inizi
Nell'estate del 2004 gli In Vain registrano il loro primo EP autoprodotto dal titolo "Will the Sun Ever Rise". Il disco, che richiama sonorità Melodic death metal ed è composto di solo 3 brani, viene ben accolto dalla critica e dai fan aprendo le porte alla realizzazione del secondo EP autoprodotto dalla band norvegese "Wounds" realizzato nel dicembre del 2005.
Proprio i testi che caratterizzano i brani presenti in questo secondo EP, fanno nascere in parte della critica specializzata l'idea che il gruppo appartenga alla corrente Christian metal. In realtà le successive dichiarazioni dei membri della band chiariscono come 3 componenti su 5 degli In Vain siano di fede cristiana ma come la band nel suo complesso non possa essere annoverata all'interno del movimento White metal.
Le sonorità di Wounds, in ogni caso, risultano più estreme e sperimentali rispetto alla produzione di debutto, grazie anche all'inserimento di elementi progressive ed all'utilizzo di strumenti quali il sassofono il violoncello e, più in generale, le percussioni. Proprio questo disco definirà in modo più preciso la matrice avant-garde della band norvegese, matrice che si ripresenterà in modo più o meno marcato anche nei successivi lavori del gruppo.

### Il successo
Grazie alle buone recensioni ottenute dall'EP Wounds gli In Vain riescono ad ottenere il loro primo contratto discografico con l'etichetta Indie Recordings. L'ingaggio con la Indie porterà dapprima alla realizzazione del primo vero e proprio album di debutto del gruppo norvegese The Latter Rain (2007) e poi al più recente Mantra (2010).
Entrambi i lavori sono stati registrati presso il DUB Studio e hanno visto la collaborazione di vari artisti e musicisti. In particolare The Latter Rain annovera una schiera di ben 20 guest musicians fra cui Jan K. Transeth (membro degli In the Woods) e Kjetil Nordhus (membro dei Tristania ed ex componente dei Green Carnation e dei Trail of Tears).

## Formazione[4]

### Attuale[8]
- Andreas Frigstad - voce (2003-)
- Johnar Haaland - chitarra (2003-)
- Sindre Nedland - Voce, pianoforte, organo (2003-)
- Stig Reinhardtsen - batteria (2005-)
- Kristian Wikstøl - basso, voce (2006-)

### Membri precedenti e session players
- Anders Faret Haavet - batteria (2004-2005)
- Joakim Sehl - basso (2004-2005)
- Magnus Olav Tveiten - chitarra (2005-2006)
- Even Fuglestad - chitarra (2006-2008)
- Kjetil Nordhus - voce (2006-2007)
- Glenn Vorhaug - sassofono (2006-2007)
- Simon Andersen - violoncello (2006-2007)

## Discografia[9]
- 2004 - Will the Sun Ever Rise? (demo)
- 2005 - Wounds (EP)
- 2007 - The Latter Rain
- 2010 - Mantra
- 2013 - Aenigma
- 2018 - Currents